# Kazuki Fujimoto
Kazuki Fujimoto (jap. 藤本 一輝, Fujimoto Kazuki; * 29. Juli 1998 in Fukuoka, Präfektur Fukuoka) ist ein japanischer Fußballspieler.

## Karriere
Kazuki Fujimoto erlernte das Fußballspielen in der Jugendmannschaft von Sagan Tosu, der Schulmannschaft der Fujieda Meisei High School sowie in der Mannschaft des National Institute of Fitness and Sports Kanoya. Von Juni 2020 bis Saisonende wurde er vom N.I.F.S. Kanoya an Ōita Trinita. ausgeliehen. Der Verein aus Ōita spielte in der höchsten japanischen Liga, der J1 League. Sein Erstligadebüt gab er am 18. Juli 2020 im Auswärtsspiel gegen Gamba Osaka. Hier wurde er in der 63. Minute für Daiki Watari eingewechselt. 2020 absolvierte er fünf Erstligaspiele. Anfang 2021 wurde er von Ōita Trinita fest verpflichtet. Am Saisonende 2021 belegte er mit Ōita den achtzehnten Tabellenplatz und musste in zweite Liga absteigen. Nach drei Spielzeiten wechselte er im Januar 2024 zum Erstligaaufsteiger FC Machida Zelvia. Nach einer Spielzeit, in der er 36 Ligaspiele bestritt, wechselte er im Januar 2025 zum ebenfalls in der ersten Liga spielenden Avispa Fukuoka.